# Acarospora obnubila
Acarospora obnubila är en lavart som beskrevs av Hugo Magnusson. Acarospora obnubila ingår i släktet Acarospora och familjen Acarosporaceae.   Inga underarter finns listade i Catalogue of Life.